# Modri jezdec (Kandinski)
Modri jezdec (nemško Der Blaue Reiter) je slika olje na karton, ki jo je leta 1903 na Bavarskem naslikal ruski emigrantski umetnik Vasilij Kandinski. Zdaj je v zasebni zbirki v Zürichu in si deli ime z almanahom in umetniškim gibanjem, ki ga je soustanovil s Franzem Marcom v zgodnjih 1910-ih.

## Ozadje
Kandinski se je rodil v Moskvi leta 1866 kot edini sin trgovca s čajem. Ko sta se njegova starša ločila, so ga poslali živet k teti; tam je prvič odkril čarobnost barv. Na univerzi se je odločil za študij ekonomije in prava, izpite pa opravljal »z lahkoto«. Kmalu po poroki s sestrično se je po ogledu slike v Monetovi seriji Kopice znašel pred dilemo, ali biti profesor ali začeti kariero umetnika. Odločil se je za učenje slikanja in tako je leta 1896 tridesetletnik odšel v München v Nemčijo.

## Opis
Slika upodablja jezdeca v modrem plašču, ki galopira po travniku na belem konju, v ozadju je gozd. Slika je predstavljala pomemben mejnik pri Kandinskem umetniškem prehodu iz impresionizma v moderno abstraktno umetnost, katere začetnik je bil. To je bilo eno njegovih zadnjih impresionističnih del in vsebuje zgodnje znake abstrakcionizma, ki je postal njegova močna stran. Zlasti modra barva naj bi imela za umetnika duhovni pomen, tako kot za njegovega nemškega prijatelja slikarja Marca.
Drugi pomen dela je, da si je nemški naslov (Der Blaue Reiter) delil z imenom skupine progresivnih umetnikov, ki jo je leta 1911 soustanovil Kandinski in ki je izdala almanah in organizirala razstave svojih del.